# Doporučená denní dávka
Doporučená denní dávka (DDD), (angl. GDA - Guideline Daily Amounts, RDI - Reference Daily Intake, dříve RDA - Recommended Dietary Allowance) je pojem používaný v Česku pro vyjádření potřebného individuálního denního příjmu živin (vitamínů, minerálů a dalších látek), který je považovaný za dostatečný na to, aby pokryl potřebu většiny zdravých jedinců (97 %-98 %, bez rozdílu pohlaví) v každé věkové skupině.
Například základem pro DDD určitého vitamínu je množství, které je nutné k udržení jeho správné hladiny v krvi u testované zdravé osoby. Tyto hodnoty se mohou interpretovat různě, a proto se mohou v jednotlivých zemích od sebe lišit. Porovnáme-li například DDD některých nejdůležitějších vitamínů a minerálů s hodnotami udávanými ve státech EU (RDI), zjistíme, že hodnoty jsou si velmi podobné: například DDD vitamínu C v EU je 60 mg, DDD riboflavinu v ČR je 1,5 mg, v EU 1,6 mg.
Tato čísla nejsou hodnotami doporučovanými pro optimální výživu. Je tomu tak zvláště v případě příjmu vitaminů a minerálů, který je pokládán za nezbytný k prevenci degenerativních nemocí, jako je rakovina a aterosklerotické onemocnění srdce. Přestože bylo provedeno mnoho výzkumů, o definitivním vyhodnocení optimálního příjmu vitamínů a minerálů se stále diskutuje. Určité směrnice pro optimální dávky byly již vypracovány, ale nebyly dosud všeobecně přijaty.
Pouze v případě tuku jako zdroje energie z potravy jsou optimální hodnoty celkem jednotné. Doporučuje se tukem hradit pouze 33 % tělesné energie a z toho ne více než 10 % z nasycených mastných kyselin.
Vitamíny a minerální látky a jejich doporučené denní dávky dle vyhlášky číslo 450/2004 Sb. a novely 330/2009 Sb. a dle Nařízení EP č. 1169/2011
| Název látky                        | Jednotka | Množství (2004) | Množství (2009) | Množství (2011) |
| ---------------------------------- | -------- | --------------- | --------------- | --------------- |
| Vitamín A                          | μg       | 800             | 800             | 800             |
| Vitamín B1 - Thiamin               | mg       | 1,4             | 1,1             | 1,1             |
| Vitamín B2 - Riboflavin            | mg       | 1,6             | 1,4             | 1,4             |
| Vitamín B3 - Niacin                | mg       | 18              | 16              | 16              |
| Vitamín B5 - Kyselina pantothenová | mg       | 6               | 6               | 6               |
| Vitamín B6 - Pyridoxin             | mg       | 2               | 1,4             | 1,4             |
| Vitamín B7 - vitamín H\|Biotin     | μg       | 150             | 50              | 50              |
| Vitamín B9 - Kyselina listová      | μg       | 200             | 200             | 200             |
| Vitamín B12 - Kobalamin            | μg       | 1               | 2,5             | 2,5             |
| Vitamín C                          | mg       | 60              | 80              | 80              |
| Vitamín D                          | μg       | 10              | 5               | 5               |
| Vitamín E                          | mg       | 10              | 12              | 12              |
| Vitamín K                          | μg       | 75              | 75              | 75              |
| Chrom                              | μg       | 40              | 40              | 40              |
| Jód                                | μg       | 150             | 150             | 150             |
| Mangan                             | mg       | 2               | 2               | 2               |
| Měď                                | mg       | 1               | 1               | 1               |
| Draslík                            | mg       | 2000            | 2000            | 2000            |
| Fosfor                             | mg       | 800             | 700             | 700             |
| Hořčík                             | mg       | 300             | 375             | 375             |
| Selen                              | μg       | 55              | 55              | 55              |
| Vápník                             | mg       | 800             | 800             | 800             |
| Zinek                              | mg       | 15              | 10              | 10              |
| Železo                             | μg       | 14              | 14              | 14              |
| Chlor                              | mg       | -               | -               | 800             |
| Fluor                              | mg       | -               | -               | 3,5             |
| Molybden                           | μg       | -               | -               | 50              |